# RSTV
RSTV е бивш български телевизионен канал.
Каналът стартира през април 2011 г. Излъчва ефирно във София на 53-ти канал. Медията е собственост на ББТ и излъчва музикални клипове. Закрит е през декември същата година.